# Ernestia blackii
Ernestia blackii är en tvåhjärtbladig växtart som beskrevs av Alexander Curt Brade och Markgr.. Ernestia blackii ingår i släktet Ernestia och familjen Melastomataceae. Inga underarter finns listade i Catalogue of Life.